# Lodewijk Becht
Lodewijk Becht (Den Haag, 1 oktober 1837 - Baarn, 24 mei 1918), ook Louis Becht, was een Nederlandse fabrikant, geweer- en instrumentmaker.
Lodewijk was de zoon van instrumentmaker Carel Julius Becht en Wilhelmina Leschot. Nadat Lodewijk weduwnaar was geworden van Carolina Simons trouwde hij met Jacoba Susanna Lensing. Becht bewoonde villa Livadia aan de Eemnesserweg 71 in Baarn.

## Becht & Dyserinck

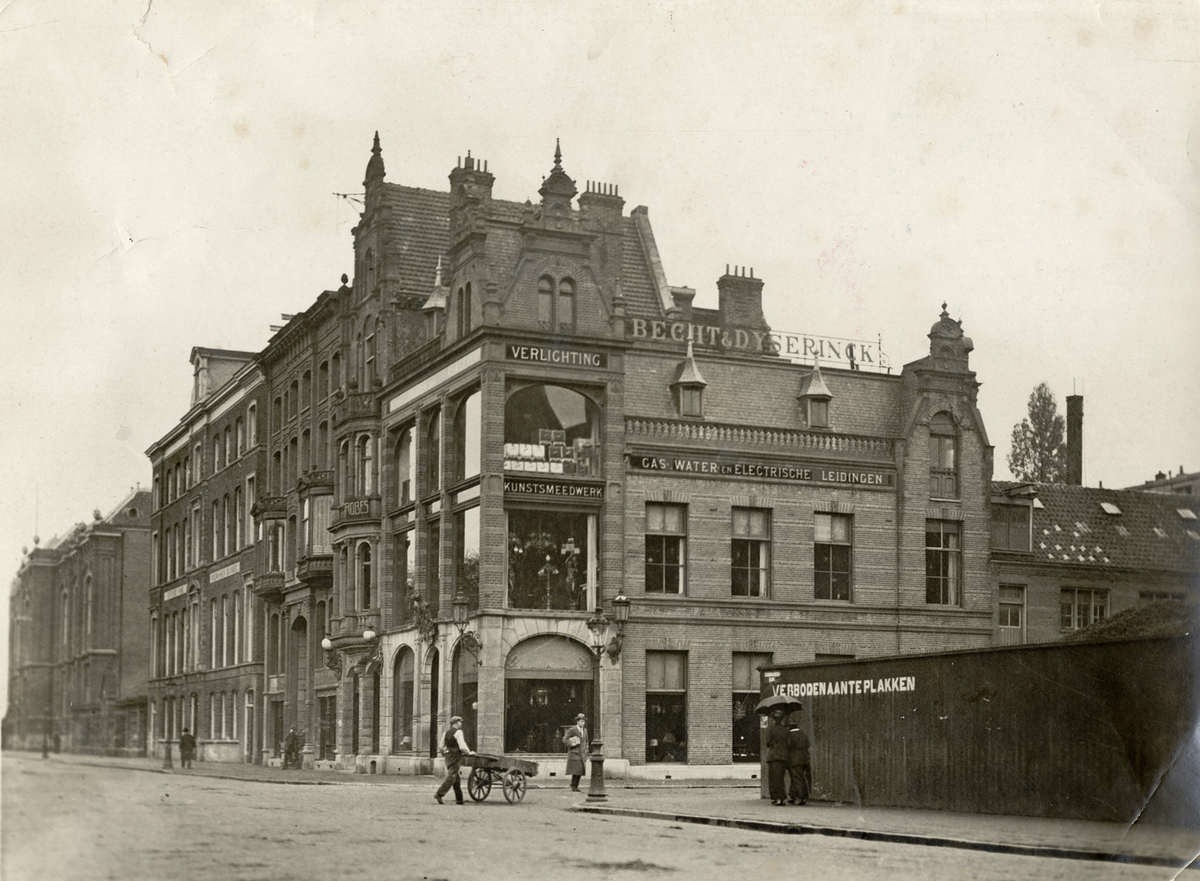
Tekst op de gevel: gas-, water- en electrische leidingen, verlichting en kunstsmeedwerk

De grootvader van Lodewijk was goudsmid en ook zijn zoons waren in deze sector werkzaam. Het was voor Lodewijk dan ook een kleine stap van zilver-goudsmid naar instrumentmaker. Hij begon in 1867 begon met Cornelis Dyserinck (1845-1909) in Amsterdam een vennootschap 'tot het drijven van eene Fabriek ter vervaardiging van metaalwaren'. Cornelis Dyserinck was een telg uit het geslacht Dyserinck. Hij was naast vennoot lid van de Amsterdamse gemeenteraad en tevens wethouder van Financiën. Ook was Dyserinck bestuurslid van de Maatschappij voor den Werkenden Stand. Becht & Dyserinck begon met 7 werknemers.
De firma had 'buiten de stad' bij Weesperkarspel bij Weesp nog een ijzergieterij en haardenmakerij. 
In het pand aan de Stadhouderskade was een ijzergieterij die vooral gebruikt werd door de fabricage van kachels. In het metaalatelier werden producten ontworpen door Hendrik Petrus Berlage en Jacob van den Bosch. Zij maakten veel werk voor 't Binnenhuis. Becht & Dyserinck was gespecialiseerd in bronzen onderdelen voor de spoorwegen en de marine. Zo behoorden ook scheepslampen en siersmeedwerk tot de collectie. De collectie was in een door architect Alphonsus Maria Leonardus Aloysius Jacot ontworpen showroom te bezichtigen aan de Stadhouderskade. De fabriek maakte ook het beeld Betje Wolff en Aagje Deken in het Bellamypark in Vlissingen en een plaquette van A.C. Wertheim voor de Fontein Wertheimpark in het Wertheimpark in Amsterdam.

## Fusie
In 1878 werd de naam Becht & Dyserinck omgezet in Nederlandsche Fabriek van Bronswerken v/h Becht en Dyserinck. Na het uittreden van Dyserinck werd het bedrijf in 1879 door Becht voortgezet. In 1947 ging deze firma op in Bronswerk.
Lodewijk Becht werd 80 jaar en ligt begraven op de algemene begraafplaats aan de Wijkamplaan in Baarn. Op zijn grafsteen staat Louis in plaats van Lodewijk.